# Francesco Porco
Francesco Porco (Cosenza, 22 ottobre 1999) è un tuffatore italiano, vincitore della medaglia di bronzo alle Universiadi 2019 nei tuffi sincro da 3 metri maschile insieme a Andrea Cosoli.

## Palmarès
- Universiadi

Napoli 2019: bronzo nel sincro 3m